# Anton Schlecker
Anton Schlecker ( * nacido el 28 de octubre de 1944 en Ehingen) es un millonario alemán, fundador y presidente de las Droguerías Schlecker Alemanas.
Está casado con Christa Schlecker y tiene dos hijos, Lars Schlecker y Meike Schlecker, ambos activos en la gestión de Schlecker . 
A los 21 años adquirió el grado de Maestro Carnicero y tomó el control de la carnicería parental. En 1975 construyó su primera tienda en Kirchheim unter Teck. Dos años después era el propietario de 100 tiendas. En el año 2003, existían más de 13,000 tiendas por Europa, con 50,000 empleados y 6,55 mil millones de € de fondos.

## Secuestro Schlecker
En 1987 sus dos hijos — Meike y Lars — fueron secuestrados. Después de que pagara 9,6 millones de marcos de rescate fueron liberados. Once años después, Wilhelm Hudelmaier y Herbert Jacoby fueron arrestados por el secuestro.